# Decibel
Decibel je jednotka nejznámější použitím k měření hladiny intenzity zvuku. Ve skutečnosti se jedná o obecné měřítko podílu dvou hodnot, které se užívá v mnoha oborech. Je fyzikálně bezrozměrnou míru, obdobně jako třeba procento, ovšem na rozdíl od něj je decibel logaritmická jednotka, jejíž definice souvisí s objevením Fechner-Weberova zákona, že totiž lidské tělo vnímá podněty logaritmicky jejich intenzitě (i velké změny velkých podnětů způsobují jen malé změny počitků). Míra vytvořená v roce 1923 inženýry Bellových laboratoří původně sloužila k udávání útlumu telefonního vedení. Například pokles (útlum) o 3 dB u výkonu značí poloviční výkon, naopak zisk (zesílení) o 3 dB je dvojnásobný výkon (pozor, pro jiné veličiny jako např. napěťový přenos toto nemusí platit). Bel ani decibel nepatří do soustavy SI, ale je povoleno je užívat spolu s jednotkami SI.
| dB   | poměr výkonů | poměr výkonů | poměr amplitud | poměr amplitud |
| ---- | ------------ | ------------ | -------------- | -------------- |
| 100  | 10 000       |              | 100 000        |                |
| 90   | 1 000        |              | 31 623         |                |
| 80   | 100 000      |              | 10 000         |                |
| 70   | 10 000       |              | 3 162          |                |
| 60   | 1 000        |              | 1 000          |                |
| 50   | 100 000      |              | 316            | ,2             |
| 40   | 10 000       |              | 100            |                |
| 30   | 1 000        |              | 31             | ,62            |
| 20   | 100          |              | 10             |                |
| 10   | 10           |              | 3              | ,162           |
| 6    | 3            | ,981         | 1              | ,995 (~2)      |
| 3    | 1            | ,995 (~2)    | 1              | ,413           |
| 1    | 1            | ,259         | 1              | ,122           |
| 0    | 1            |              | 1              |                |
| −1   | 0            | ,794         | 0              | ,891           |
| −3   | 0            | ,501 (~1/2)  | 0              | ,708           |
| −6   | 0            | ,251         | 0              | ,501 (~1/2)    |
| −10  | 0            | ,1           | 0              | ,316 2         |
| −20  | 0            | ,01          | 0              | ,1             |
| −30  | 0            | ,001         | 0              | ,031 62        |
| −40  | 0            | ,000 1       | 0              | ,01            |
| −50  | 0            | ,000 01      | 0              | ,003 162       |
| −60  | 0            | ,000 001     | 0              | ,001           |
| −70  | 0            | ,000 000 1   | 0              | ,000 316 2     |
| −80  | 0            | ,000 000 01  | 0              | ,000 1         |
| −90  | 0            | ,000 000 001 | 0              | ,000 031 62    |
| −100 | 0            | ,000 000 1   | 0              | ,000 01        |

## Akustika
Toto vyjadřování reality se uplatnilo zejména v akustice: na pokusech s dobrovolníky a mrtvou komorou se zjistilo, že průměrný jedinec slyší nejvýrazněji frekvence kolem 1–3 kHz. K vytvoření etalonu se použil sinusový tón 1000 Hz. Ten se pouštěl velmi potichu v absolutně tichém, bezodrazovém prostředí lidem s odpočatým sluchem. Zjistilo se, že průměrný jedinec jej začne vnímat, je-li v komoře hladina akustického tlaku p0 = 2×10−5 Pa.
Logaritmováním poměru zvukového tlaku a tohoto stanoveného nejslabšího slyšitelného zvuku vznikne relativní (bezrozměrné) číslo, jehož jednotka je označena jako bel. Běžně se ovšem pracuje s desetkrát podrobnější jednotkou decibel (odvozená pomocí předpony soustavy SI deci). Jednotka je pojmenována po skotském vynálezci telefonu Alexandrovi Grahamu Bellovi.
Označíme-li hladinu akustického tlaku Lp, pak:
{\displaystyle L_{p}=10\cdot \log \left({\frac {p^{2}}{p_{0}^{2}}}\right)=20\cdot \log \left({\frac {p}{p_{0}}}\right)\left[{\mbox{dB;Pa;Pa}}\right],p_{0}=2\cdot 10^{-5}\left[{\mbox{Pa}}\right]}
Jde o logaritmus o základu 10.
Proč druhé mocniny? Ukazuje se výhodné zavést jednotku tak, aby pracovala primárně raději s výkonem a výkon vzrůstá se čtvercem tlaku (mikrofony při měřeních ovšem reagují na tlak). Definujeme hladinu intenzity LI:
{\displaystyle L_{I}=10\cdot \log \left({\frac {I}{I_{0}}}\right)\left[dB;{\frac {W}{m^{2}}};{\frac {W}{m^{2}}}\right],I_{0}=1\cdot 10^{-12}\left[{\frac {W}{m^{2}}}\right]}
Jak bylo uvedeno, člověk nevnímá stejně hlasitě stejně intenzivní podněty při různých frekvencích. Pokusy ukázaly, že vnímání se navíc mění při různých hlasitostech. Výsledkem těchto měření jsou ISO křivky (dříve Fletcherovy-Munsonovy křivky) stejné hlasitosti. Aby změřené hodnoty více reflektovaly lidské vnímání, vznikly analyticky jednoduše vyjádřitelné korekční křivky A, B, C. Křivka C je v intervalu 125 Hz až 1 kHz konstantně rovna nule (nezavádí žádnou korekci), nad tímto intervalem a pod ním zavádí zápornou korekci. Křivka B připodobňuje měření subjektivnímu vjemu hlasitých zvuků, křivka A vjemu slabších zvuků. Pokud udáváme veličinu upravenou pomocí korekční křivky, neudáváme už hladinu tlaku/intenzity, ale hladinu zvuku a za značku decibelu se do závorky doplní symbol použité korekční křivky. Např.:
{\displaystyle L_{p}(A)=20\cdot \log \left({\frac {p}{p_{0}}}\right)\left[{\mbox{dB;Pa;Pa}}\right],p_{0}=2\cdot 10^{-5}\left[{\mbox{Pa}}\right]}
Někdy se pro odlišení používají jednotky dBA, dBB a dBC.

Spektrální průběh váhových filtrů. Nízké frekvence tedy mají i o desítky decibelů menší vliv na udávanou hodnotu hluku. Například pro filtr A je akustický tlak na 20 Hz brán přibližně 100000krát méně než akustický tlak na 1 kHz. Filtr D se používá v letectví, přičemž boule na křivce zohledňuje fakt, že monotónní a šumové zvuky jsou vnímány odlišně.

Zvukoměr je přístroj, který měří přesným mikrofonem akustický tlak, převádí jej na střídavé napětí, podle potřeb měření umožňuje zařazení některého z filtrů realizujícího křivky A, B, C. Změřené napětí pak zobrazí na voltmetru ocejchovaném v decibelech.
Přímá souvislost hladiny akustického tlaku s elektrickým napětím potřebným k vybuzení rádiového vysílače nebo elektroakustického měniče vedla k tomu, že zvukový mistr pracující se středoevropským zvukovým režijním zařízením má indikátor vybuzení (voltmetr splňující přesná kritéria chování) ocejchovaný rovněž v decibelech (bez korekčních křivek). Písmeno L značí obecnou úroveň – level.
Půjde-li o studiové zařízení firmy z éry socialismu, pak
{\displaystyle L_{dB}=20\cdot \log \left({\frac {U}{U_{0}}}\right)\left[{\mbox{dB;V;V}}\right],U_{0}=1,55\left[{\mbox{V}}\right]}
Moderní studiová zařízení a všechna telekomunikační zařízení pracují s jinou referenční hodnotou:
{\displaystyle L_{dBu}=20\cdot \log \left({\frac {U}{U_{0}}}\right)\left[{\mbox{dBu;V;V}}\right],U_{0}=0,775\left[{\mbox{V}}\right]}
Komerční zařízení pracují s ještě jinou referenční hodnotou:
{\displaystyle L_{dBV}=20\cdot \log \left({\frac {U}{U_{0}}}\right)\left[{\mbox{dBV;V;V}}\right],U_{0}=1,00\left[{\mbox{V}}\right]}
Pro výpočet průměru v čase je vhodnější použít aritmetický průměr argumentu logaritmu. Aritmetický průměr decibelů (geometrický průměr akustického tlaku) dává zkreslené výsledky.

### Fyziologické porovnávání hladiny akustického tlaku
Pro srovnání úrovně akustického hluku lze využít tuto tabulku:
| Zvuk                           | Hodnota |
| ------------------------------ | ------- |
| práh slyšitelnosti             | 0 dB    |
| tichý pokoj                    | 33 dB   |
| tikot hodin                    | 35 dB   |
| šum ve studiu                  | 40 dB   |
| šepot z 10 cm                  | 50 dB   |
| šelest listí                   | 60 dB   |
| kytara z 40 cm                 | 70 dB   |
| silný provoz                   | 80 dB   |
| saxofon z 40 cm                | 92 dB   |
| klavír ze 40 cm                | 93 dB   |
| hlasitý výkřik                 | 96 dB   |
| práh nepříjemnosti             | 102 dB  |
| vzlet tryskového letadla       | 116 dB  |
| výstřel z děla                 | 120 dB  |
| výbuch dělostřeleckého granátu | 132 dB  |

Spektrální průběh slyšitelnosti (dolní křivka) a hladiny bolestivosti (horní křivka). Zatímco slyšitelnost a filtrované hodnoty hluku v dBA velmi závisejí na frekvenci zvuku, tak mez bolestivosti v absolutních nefiltrovaných dB na frekvenci příliš nezávisí.

Měření slyšitelnosti zvukových frekvencí lidským uchem provedli Fletcher a Munson roku 1933 a roku 1936 na základě prahu slyšitelnosti vznikla americká norma Z24.3-1936. Vznikla tak i jednotka hlasitosti fón (značka Ph), která je frekvenčně závislá. Na frekvenci 1000 kHz odpovídá stupnici v dB. Práh bolestivosti při dlouhodobé expozici je přibližně 100 Ph odpovídající 100 dB bez filtru. Okamžité bolestivosti odpovídá přibližně 120 dB. Na 20 Hz je rozdíl mezi slyšitelností a bolestivostí přibližně o 50 dB menší než na 1 kHz, přičemž filtr je založen na slyšitelnosti a nikoli na bolestivosti.

### Limity
V ČR stanoví limity hluku nařízení vlády 272/2011, o ochraně zdraví před nepříznivými účinky hluku a vibrací. Základní hladinou pro venkovní prostory je limit 50 dB (hladina zvuku s filtrem A). Pro dobu v noci se snižuje o 10 dB, ale pro hlukovou zátěž v blízkosti komunikací se zvyšuje až o 20 dB. Ekvivalentní hladina akustického tlaku se určuje měřením nebo výpočtem podle provozu na komunikaci.

## Elektřina a elektrotechnika
Jak je už zřejmé, pomocí decibelu se charakterizují i výkonové jednotky, i v elektrickém světě (např. vysílače) (G - angl. gain - zisk, m - miliwatt). (Je dobré si opět povšimnout, že nyní násobíme desíti.)
{\displaystyle G_{dB}=10\cdot \log \left({\frac {P}{P_{0}}}\right)\left[{\mbox{dBm;W;W}}\right],P_{0}=0,001\left[{\mbox{W}}\right]}
Rozdíl v používání označení L, G nebo AP je zpravidla dán tím, že L se používá ve vztahu k tzv. referenčnímu výkonu, které je P0=1mW, zatímco G a AP se používají k vyjádření skutečného poměru dvou výkonů – například zesílení zesilovače apod.
Jednotka dBm (decibel nad miliwattem) se používá i k měření napětí. Aby však bylo možné přepočítat výkon na napětí, musí být udána i impedance:
{\displaystyle P={\frac {U^{2}}{Z}}}
Pokud není řečeno jinak, uvažuje se normovaná impedance o hodnotě Z = 600 Ω. Pokud výkon 1 mW na impedanci 600 Ω přepočítáme na napětí, dostaneme hodnotu U = 0,775 V.

## Zpracovávání zvuku
S nástupem digitální techniky je pouze přirozená další metamorfóza decibelu: mějme analogově-digitální převodník, kterým zpracováváme zvuk. Pak
{\displaystyle L_{dBFS}=20\cdot \log \left({\frac {w}{w_{0}}}\right)\left[dBFS;-;-\right]}
w0 je v takovém případě největší slovo, které je převodník schopen zpracovat. V případě údajů převodníků jde o fyzikálně bezrozměrné jednotky. Písmena FS značí Full Scale, tedy plný rozsah (rozuměj převodníku).

## Radiotechnika
V radiotechnice vyjadřuje dBi zisk antény v porovnání s izotropní anténou, dBd zisk v porovnání s půlvlnným dipólem. Místo dBd se častěji setkáme jenom s označením dB. Platí dBi = 2,16 + dBd
{\displaystyle G_{dBi}=10\cdot \log \left({\frac {P}{P_{0}}}\right)\left[dBi;W;W\right]}

## Příbuzné jednotky
- Bel je desetinásobek decibelu.
- Neper (Np) je jiná logaritmická jednotka, která na rozdíl od decibelu využívá přirozený logaritmus namísto dekadického. Rovná se přirozenému logaritmu podílu dvou porovnávaných hodnot jedné veličiny. Byla pojmenována po objeviteli logaritmu Johnu Napierovi a bývala užívána k vyjádření poměru napětí a proudů. V současnosti je neper nahrazován decibelem.